# Cephalodella physalis
Cephalodella physalis är en hjuldjursart som beskrevs av Myers 1924. Cephalodella physalis ingår i släktet Cephalodella och familjen Notommatidae. Arten är reproducerande i Sverige. Inga underarter finns listade i Catalogue of Life.